# Премия Мэссри
Премия Мэссри была учреждена в 1996 году, и до 2009 года управлялась Фондом Мейры и Шаула Дж. Мэссри.  Премия в размере 40 000 долларов США и лекция Мэссри вручаются учёным, которые внесли значительный вклад в биомедицину.  Шаул Дж. Мэссри, доктор медицины, основатель Massry Foundation, заслуженный профессор медицины и физиологии и биофизики в Медицинской школе Кека, Университет Южной Калифорнии. С 1974 по 2000 год он занимал должность начальника отдела нефрологии.  В 2009 году Медицинской школе KECK было предложено управлять премией и с тех пор она занимается этим.  Десять лауреатов премии Мэссри получили Нобелевскую премию.

## Лауреаты
Источник: медицинская школа KECK Архивная копия от 27 августа 2016 на Wayback Machine
- 1996: Майкл Берридж в области передачи сигнала
- 1997: Джуда Фолкман в области факторов роста
- 1998: Марк Ташне в области регуляции транскрипции
- 1999: Гюнтер Блобел в области внутриклеточной сортировки белков.  Блобел получил Нобелевскую премию 1999 года по физиологии и медицине через два месяца после получения премии Мэссри.
- 2000: Леланд Х. Хартвелл в области клеточного цикла.  Хартвелл получил Нобелевскую премию 2001 года по физиологии и медицине через год после того, как получил премию Мэссри.
- 2001: Аврам Гершко и Александр Варшавский в области протеолиза и системы убиквитинов.  Гершко получил Нобелевскую премию по химии 2004 года спустя три года после того, как он получил премию Мэссри.
- 2002: Марио Капекки и Оливер Смитис за новаторскую работу по нацеливанию генов. Они получили Нобелевскую премию 2007 года по физиологии и медицине через пять лет после того, как получили премию Мэссри.
- 2003: Роджер Корнберг, Чарльз Дэвид Эллис и Майкл Грюнштейн в области ядерного хроматина. Корнберг получил Нобелевскую премию по химии 2006 года через три года после получения премии Мэссри.
- 2004: Ада Йонат и Гарри Нолла в области структуры рибосомы.  Йонат получила Нобелевскую премию по химии 2009 года через пять лет после того, как получила премию Мэссри.
- 2005: Эндрю Файер, Крейг Мелло и Дэвид Болкомб в области РНК-интерференции.  Файер и Мелло получили Нобелевскую премию 2006 года по физиологии и медицине через год после того, как они получили премию Мэссри.
- 2006: Акира Эндо в области новых методов лечения, в особенности за открытие статинов.
- 2007: Майкл Фелпс за разработку ПЭТ-сканирования и его клинического применения.
- 2008: Синъя Яманака, Джеймс А. Томсон и Рудольф Йениш за их работу в области индуцированных плюрипотентных стволовых клеток .Синъя Яманака получил Нобелевскую премию 2012 года по физиологии и медицине.
- 2009: Гэри Равкан и Виктор Эмброс за работу в области микроРНК
- 2010: Рэнди Шекман за работу, посвящённую молекулярному механизму дефектов секреции, которые приводят к развитию заболеваний человека, таких как расщепление позвоночника[2].  Он получил Нобелевскую премию 2013 года в области физиологии и медицины.
- 2011: Франц-Ульрих Хартль и Артур Хорвич за работу по свертыванию белков при помощи шаперона [3].
- 2012: Майкл Росбаш, Джеффри Холл и Майкл Янг за их новаторские исследования молекулярных основ циркадных ритмов [4].  Они получили Нобелевскую премию по физиологии и медицине в 2017 году.
- 2013: Майкл Шитц, Джеймс А. Спудич и Рональд Д. Вейл за их работу по определению молекулярных механизмов внутриклеточной моторики[5].
- 2014: Стивен Розенберг, Зелиг Эшхар и Джеймс Эллисон за исследования Т-клеток[6].
- 2015: Филипп Хорват, Дженнифер Даудна и Эмманюэль Шарпантье за исследования в области редактирования генов[7].
- 2016: Геро Мизенбёк, Петер Хегеман, Карл Дейссерот за исследования в области оптогенетики.
- 2017: Роб Найт, Джеффри Гордон, Норман Пейс за открытие микробиомов.
- 2018: Грегг Семенза, Питер Рэтклифф, Уильям Келин.
- 2019: Ryszard Kole[нем.] & Stanley T. Crooke[нем.]
- 2021: Паабо, Сванте, Райх, Дэвид, Liran Carmel[англ.]